# Salpinx
El salpinx (grec antic σάλπιγξ) és un instrument de vent de l'Antiga Grècia de la família de les trompetes, similar a la tuba dels romans, encara que aquell era aproximadament 1,5 metres més curta que aquesta.S'ha trobat en moltes civilitzacions antigues, per la qual cosa és difícil destriar on i quan està l'origen d'aquest estret instrument. S'han trobat esments al seu so en la Ilíada d'Homer, encara que no es troben referències segures fins a la Grècia clàssica.
Quant al seu ús, que es pot apreciar en les representacions en gots ceràmics, i llegir en les fonts gregues, s'ha constatat la seva ocupació en l'àmbit militar per donar ordres als hoplites en el camp de batalla; i en els àmbits festiu i teatral, pels comos (grec antic κῶμος, kỗmos): festejos rituals festius que s'acompanyaven de la seva música en els banquets i en les festivitats religioses, i també pels cors en les representacions teatrals.

## Origen
Els esments al salpinx s'han trobat amb freqüència en la literatura i Art de l'antiga Grècia. Instruments similars van ser tocats en Anatolia, Mesopotàmia i Antic Egipte, encara que el salpinx està més estretament relacionat amb la versió egípcia. Existeixen cites sobre el salpinx en la Literatura grega, amb l'esment a aquest instrument amb el nom de «tirrè», un derivat del terme tyrrhenoi (tirrens), exònim emprat sovint pels grecs en al·lusió al poble etrusc. Els instruments musicals de bronze van tenir gran importància en Etrúria, la mateixa que tenien entre els grecs, els qui tenien en gran estima les contribucions musicals dels etruscs. El salpinx, invenció etrusca, recolzada pels grecs, és descrit per autors com Èsquil, Juli Pòl·lux i Sòfocles. És probable que s'introduís al món grec, d'alguna manera, a través dels etruscs, no obstant això, les referències disperses a aquest instrument abans del contacte entre tots dos pobles, així com la miríada del tipus dels salpinges descrits per Eustaci de Tessalònica, suggereix un cert nivell d'incertesa respecte a si l'instrument va arribar als grecs directament dels etruscs o a través d'alguna font intermediària.

## Descripció
En l'època clàssica el salpinx estava constituït per un tub llarg i prim amb un trepant cilíndric, que acabava en un pavelló. Les dues parts de l'instrument eren habitualment de bronze, encara que es coneix un exemplar d'ivori dotat d'un pavelló cònic, que es pensa que prové d'Olimpia, i dos exemplars complets de terracota descoberts a la ciutat xipriota de Salamina. El salpinx conservat en el Museu de Belles arts de Boston mesura 1,55 metres de llarg, mentre que les representacions en ceràmica semblen mostrar longituds des de 80 centímetres a 1,2 metres.
El pavelló tenia habitualment forma de campana, d'aquí el seu nom (grec antic κώδων, kōdōn) «campana», encara que les pintures testimonien una gran varietat de formes, del bulb al con. Cada tipus de pavelló tenia, probablement, un efecte sobre el timbre del so produït. Així, en Els núvols d'Aristòfanes, dos dels personatges la comparen amb el cul d'un insecte, el típula: «l'intestí del típula és estret; (...) a causa d'aquesta estretor, l'aire és empès de seguida amb força cap al cul; a continuació, l'obertura del cul comunica amb l'intestí, el cul ressona per la força de l'aire.»
L'exemplar de Boston i les pintures en gots ceràmics mostren un filtre, però Juli Pòl·lux, un gramàtic del segle II a. C., precisa que el salpinx «és una invenció etrusca; la seva forma és recta o corba; de bronze o de ferro i posseeix una γλῶττα (glōtta) d'os». El terme glōtta és traduït clàssicament per «llengüeta», dispositiu amb el qual el aulos (una espècie d'oboè) estava equipat. Per a alguns, Pólux confon aquí filtre i embocadura. No obstant això, el seu testimoniatge és corroborat per Simplici de Cilícia, segons el qual el hydraulis està equipat de llengüetes de salpinges i de auloi. Fins i tot, les pintures sobre gots ceràmics mostren sovint tanyedors de salpinx equipats d'una phorbeia (grec antic φορϐειά), una ampla banda de cuir que passava des de la boca fins a darrere del clatell de l'instrumentista, trepada amb forats per permetre el pas del filtre. Correntment utilitzada per tanyir el aulos, la phorbeia mantenia el filtre contra la boca del aulista, li obligava a respirar pel nas (respiració contínua) i reduïa la tensió muscular de les galtes; en definitiva, permetia una interpretació potent i contínua. Finalment, les trompetes circulars trobades en Pompeya presenten, una d'elles, una embocadura, i les altres dues, un filtre.
Es pot doncs concloure que els grecs designaven amb el nom de salpinx a dos tipus d'instrument, un amb filtre i l'altre sense ell. S'ha objectat que Pólux descriu en la seva obra instruments tant grecs com a romans; l'ús de l'os sembla una mica curiós per a un filtre, que ha de ser bufada perquè vibri correctament.
Les trompetes oposades en Olímpia són circulars, mentre que aquest salpinx és longitudinal.

## Usos

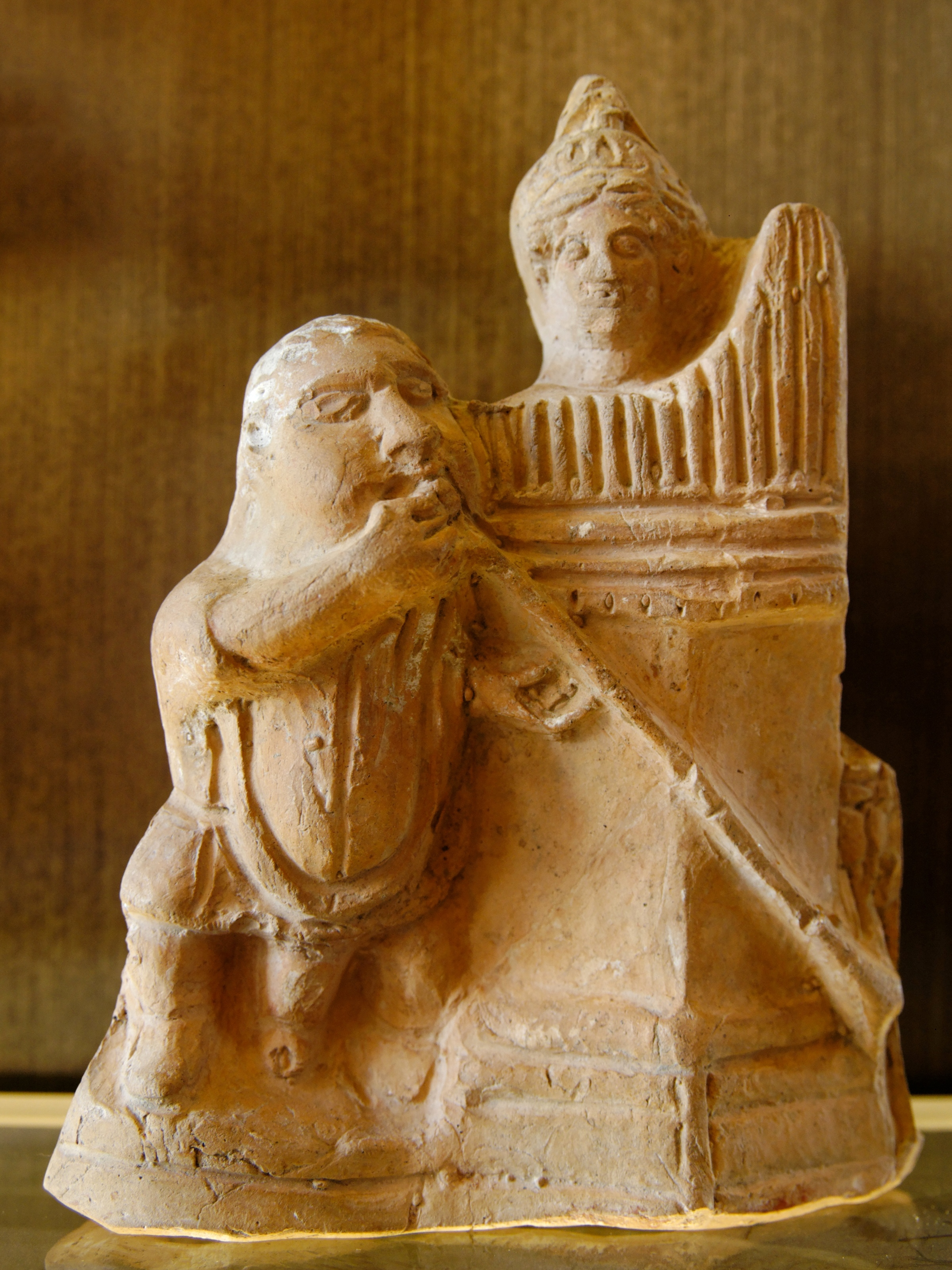
Músics tocant el salpinx (a l'esquerra) i el hydraulis (a la dreta). Figura de terracota fabricada a Alexandria al Segle I aC.

Un dels principals usos del salpinx era el militar: un instrument sense filtre es podia escoltar millor en un camp de batalla que un instrument del tipus del clarinet o oboè.
Sovint era usat per a senyals, crida a les multituds i per al començament de les carreres de carros. Aristòtil refereix en De Audibilibus, que els salpinges eren utilitzats com «...instruments per a la crida a la guerra, als jocs, més que per fer música.» Aristides Quintilià descriu la necessitat del salpinx i d'un salpingitis (instrumentista del salpinx) en una batalla, en el seu tractat De la música. Explica que cada ordre per a les tropes era donada emprant uns tons o melodies específiques del salpinx. Aquesta acció permetia a tot un exèrcit rebre una ordre d'una vegada, així com proporcionar un nivell de secret a aquestes trucades específiques del salpinx i desconegudes per a l'adversari.
Andrew Barker, no obstant això, descriu una possible excepció a l'ús utilitari, remetent-se a Aristòtil: .«... és per això que tothom, quan participa en les jaranas, relaxa la tensió de l'aspiració en tocar el salpinx, a fi que el so sigui tan suau com sigui possible». Se suggereix aquí que el salpinx va poder haver estat usat tant en ocasions festives com a militars. Aquesta idea és corroborada per Nikos Xanthoulis en el seu article The Salpinx in Greek Antiquity. Presta particular atenció a l'afirmació d'Aristòtil sobre que els «...participants d'un komos relaxen la tensió de l'exhalació d'aire en el salpinx, per fer el so més suau.» El komos, un festival de carrer amb música i dansa, podria haver requerit una «relaxació de la tensió» amb la finalitat de crear un to més agradable, la qual cosa indicaria un ús de l'instrument fos de l'àmbit militar.

### Ús modern
El so de la trompa està sent recreat digitalment pel projecte Ancient Instruments Sound/Timbri Reconstruction Application (So d'Instruments Antics/Aplicació de Recreació del Timbre), projecte que usa la síntesi per modulació física per simular el so del salpinx. A causa de la complexitat d'aquest procés, el projecte ASTRA utilitza centenars d'ordinadors a tot Europa per modular els sons.
El salpinx forma part del Lost Sounds Orchestra, juntament amb altres antics instruments els sons dels quals han estat recreades per ASTRA, com l'epigonion, el aulos, el barbitos i la siringa.

## Sonoritat
El salpinx es caracteritzava per la seva particular sonoritat: Èsquil ho descriu com un so «penetrant» i «molt elevat». Aristòtil ho compara amb el crit d'un elefant. Segons diverses fonts, l'instrument hauria estat prohibit a diverses ciutats d'Egipte, perquè el so recordava massa el bram d'un ase.